# Caso Stern v. Marshall
Stern vs. Marshall, 564 U.S. 462 (2011), foi um caso em que Suprema Corte dos Estados Unidos decidiu que os Tribunais de falência, tribunais sem a total independência judicial, não tinham autoridade constitucional sob o Artigo III da Constituição dos Estados Unidos para entrar com um julgamento final sobre uma reconvenção da lei estadual que não seja resolvida no processo de decisão sobre a prova de crédito de um credor, mesmo que o Congresso pretendesse conceder tal autoridade estatutária sob 28 USC §157(b) 2(C). O caso atraiu uma quantidade incomum de interesse, porque a peticionária era a ex-Playmate da Playboy e celebridade Anna Nicole Smith (cujo nome legal era Vickie Lynn Marshall). Smith tinha morrido muito antes de o Tribunal, em última análise, decidir o caso sobre sua propriedade perdida.

## Contexto
A Playmate da Playboy e celebridade, Anna Nicole Smith, casou-se com o rico magnata J. Howard Marshall II , de 89 anos, e ele morreu 14 meses depois. Quando parecia que ela havia sido excluída de sua propriedade, ela processou na corte de sucessão do estado do Texas, provocando uma longa e amarga série de litígios entre ela e o filho de Marshall, E. Pierce Marshall . Em determinado momento, um tribunal distrital federal determinou que Smith recebesse US$ 88 milhões da herança, enquanto a corte de inventário do Estado determinou que não lhe era devido qualquer quantia substancial. A Suprema Corte dos EUA determinou que o tribunal distrital federal tivesse jurisdição para decidir sobre o prêmio em Marshall vs.Marshall (2006).
O caso foi enviado de volta para o 9º Circuito do Tribunal de Apelações para decidir outras questões restantes. Em 19 de Março de 2010, o mesmo colectivo de três juízes decidiu em favor de E. Pierce Marshall considerando que o tribunal de falência não tinha autoridade para decidir o caso, e, porque o tribunal distrital federal, na Califórnia, não deveria ter revisto questões anteriormente decididas na Vara de Família e Sucessões do Texas. Com isso a sentença que garantia US$88 milhões de herança para Smith se tornou nula. Após a decisão do 9º Circuito, os advogados de Anna Nicole Smith solicitaram que a apelação fosse ouvida antes de todo o circuito. No entanto, em 5 de maio de 2010, essa solicitação foi negada.  Em 28 de setembro de 2010, a Suprema Corte dos EUA concordou novamente em ouvir o caso.
O artigo III, § 1 da Constituição, confere "o poder judiciário dos Estados Unidos" a juízes titulares e protegidos por salário, nomeados pelo Presidente e confirmados pelo Senado. Os juízes de falências não podem exercer o poder judicial geral dos Estados Unidos e, portanto, não podem resolver controvérsias que não estão dentro do núcleo artigo de falência, invocado pelo Congresso na criação do atual sistema de jurisdição de falência. Na Northern Pipeline Co. vs. Marathon Pipeline Co., 458 US 50 (1982), uma pluralidade fraturada do Tribunal sustentava que os tribunais de falência do Artigo I não podiam constitucionalmente ouvir uma violação da lei estadual de reivindicação de contrato quando o devedor era o autor. A questão principal apresentada em Stern v. Marshall era se um tribunal de falências poderia constitucionalmente entrar com uma sentença definitiva sobre uma outra causa de ação ilícita alegada como pedido reconversão à queixa de não-credibilidade do credor e prova de reivindicação contra o devedor. Quando a questão foi apresentada ao tribunal de recurso do 9º Circuito, a decisão do Tribunal Distrital tornou-se inválida por motivos de exclusão, uma vez que a decisão do Tribunal de Falências não era essencial.
A administração de Obama e o escritório executivo do administrador dos Estados Unidos, que queria ampliar a jurisdição da falência em questões de direito estadual, instruiu o procurador-geral dos Estados Unidos a apresentar um inscrição ao lado do peticionário.

### Questões apresentadas
1. Se a opinião do Nono Circuito, que torna a superação de §157 (b) (2) (C) à luz de §157 (b) (2) (B), contraria a intenção do Congresso em promulgar §157 (b) (2) ( C).
2. Se o Congresso pode, nos termos dos Artigos I e III, autorizar constitucionalmente a jurisdição central sobre as reconvenções compulsórias dos devedores a provas de reivindicação.
3. Se o Nono Circuito aplicou Marathon e Katchen erroneamente e contrariaram o precedente da Corte, criando um circuito dividido no processo, afirmando que o Congresso não pode autorizar constitucionalmente juízes de falência que não sejam do Artigo III a julgar definitivamente todas as reclamações compulsórias de provas.

## A Opinião da Corte
Em 18 de janeiro de 2011, a Suprema Corte dos Estados Unidos ouviu argumentos orais no caso (agora denominado Stern v. Marshall , nº 10-179). A maioria do Tribunal considerou que o Congresso não pode autorizar constitucionalmente juízes de falência que não sejam do Artigo III a entrarem numa sentença final sobre uma reconvenção da lei estatal que não seja resolvida no processo de decisão sobre a prova de crédito de um credor. Os quatro juízes dissidentes eram da opinião de que tais amplos poderes são necessários para implementar intenção e autoridade legislativa nos termos do Artigo I e preocupações sobre a eficiência reduzida dos tribunais de falências.
Esta decisão efetivamente acabou com o caso, e deixou a decisão de que Smith não tinha direito ao dinheiro que havia sido previamente concedido a ela.
A duração do processo levou o Presidente do Supremo a compará-lo ao infame processo de ficção Jarndyce vs. Jarndyce no romance de Charles Dickens, Bleak House, que se arrastou por mais de um século e trouxe nada além de ruína às partes.